# Liste der Truppenteile der Panzeraufklärungstruppe des Heeres der Bundeswehr

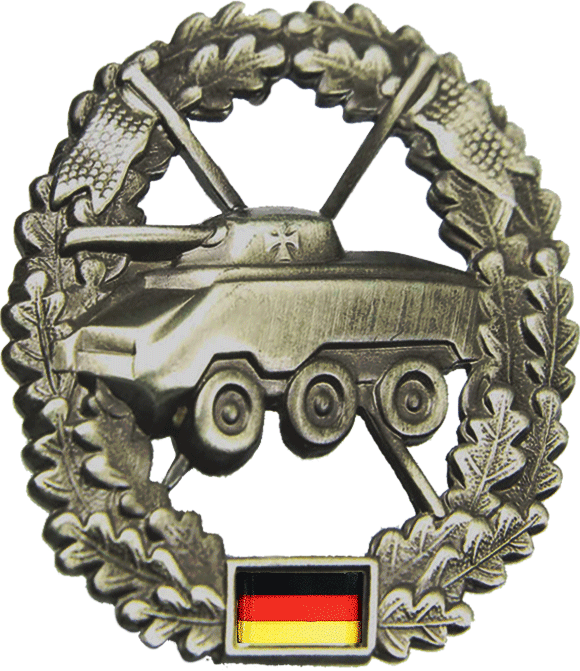
Das Barettabzeichen der Panzeraufklärungstruppe

Taktisches Zeichen der Panzeraufklärer

Die Liste der Truppenteile der Panzeraufklärungstruppe des Heeres der Bundeswehr enthält alle Verbände und Großverbände der Panzeraufklärungstruppe der Bundeswehr sowie eine kurze Übersicht über ihren Aufstellungszeitpunkt, Stationierungsorte, Unterstellung und über ihre Auflösung oder Umbenennung.
Nicht aufgenommen wurden die Beobachtungs- und Artillerieaufklärungsverbände der Artillerietruppe sowie die Aufklärungsverbände der aus den Panzeraufklärern und weiteren Truppengattungen hervorgegangenen Heeresaufklärungstruppe. Siehe dazu Liste der Artillerieverbände der Bundeswehr und Liste der Heeresaufklärungsverbände der Bundeswehr.

## Legende
| Legende                          |
| -------------------------------- |
| Aufgelöst                        |
| Aktiv (als Aufklärungsbataillon) |

Siehe auch hier für das Abkürzungsverzeichnis.

## Bataillone
Die Ziffer der aufgestellten Bataillone zeigt jeweils ihre Unterstellung unter eine der zwölf, später 14 Divisionen des Feldheeres an. Das Panzeraufklärungsbataillon 1 unterstand z. B. der 1. Panzerdivision, das Panzeraufklärungsbataillon 7 der 7. Panzerdivision usw. In diesem Sinne war 8. Division die 1. Gebirgsdivision. Dieser Division unterstand demzufolge das Gebirgspanzeraufklärungsbataillon 8, wobei sich das Präfix aus der Unterstellung unter die Gebirgsdivision ergibt, das Bataillon selbst aber uneingeschränkt zur Panzeraufklärungstruppe gezählt wurde. Die 9. Division war die 1. Luftlandedivision. Dieser war jedoch nur eine Luftlandeaufklärungskompanie (Luftlandpanzeraufklärungskompanie 9) unterstellt; ein (Luftlande-)Panzeraufklärungsbataillon 9 wurde also nicht aufgestellt.
Die beiden nach 1990 aufgestellten Panzeraufklärungsbataillone in Ostdeutschland erhielten zunächst keine diesem Schema entsprechende Bezeichnung, u. a. weil die neu aufgestellten Divisionen zunächst nicht als 13. und 14. Division firmierten; stattdessen erhielten die beiden Bataillone zunächst die Nummern 70 und 80, die sich aus ihren Wehrbereichen VII und VIII ergaben. Später wurde diese Bezeichnungen entsprechend angepasst und folgten den Konventionen der anderen Bataillone.
Mit der deutlichen Verkleinerung des Heeres und den einhergehenden Umstrukturierungen beginnend etwa Mitte der 90er Jahre wurde diese stringente Bezeichnungskonvention aufgehoben. Aus Traditionsgründen behielten die Bataillone bei Unterstellungswechseln meist ihre Bezeichnung. Die Bataillonsnummer der verbliebenen Panzeraufklärungsbataillone vor Eingliederung dieser Truppengattung in die Heeresaufklärungstruppe deutete daher heute meist nur noch auf die Herkunft des Bataillons hin, meist aber nicht mehr auf dessen tatsächliche Unterstellung unter eine der Divisionen. Mit Aufstellung der Heeresaufklärungstruppe wurden die meisten der verbliebenen Panzeraufklärungsverbände- und Einheiten in Aufklärungsbataillon und Aufklärungskompanie umbenannt. Ihre Nummer blieb aber überwiegend aus Traditionsgründen erhalten.
|  | Bezeichnung       | Aufstellung | Stationierungsort(e)                                                   | Auflösung          | Frühere Benennung | Bemerkung |
|  | ----------------- | ----------- | ---------------------------------------------------------------------- | ------------------ | ----------------- | --- |
|  | PzAufklBtl 1      | 01.10.1958  | Augustdorf ab Feb. 1959 Braunschweig                                   | 16. Juni 1994      | -                 | Aufstellung aus Teilen PzAufklBtl 7 und 4                                                                                               |
|  | PzAufklBtl 2      | 01.06.1958  | Fritzlar ab Nov. 1962 Hessisch Lichtenau                               | 25. September 1996 | -                 | Aufstellung durch Erweiterung PzAufklKp 2 (PzAufklBt. 3)                                                                                |
|  | PzAufklLehrBtl 3  | 01.08.1956  | Lingen ab 1959 Lüneburg                                                |                    | PzAufklBtl 3      | Übernahme des Lehrauftrages vom 1997 aufgelösten PzAufklLehrBtl 11 2008 Umbenennung in AufklLehrBtl 3 „Lüneburg“                        |
|  | PzAufklBtl 4      | 01.04.1957  | Weiden ab Feb. 1959 Roding                                             | 1991               | -                 | Aufstellung aus Teilen PzAufklBtl 367 (vorl.) Auflösung 30. September 1991 Umgliederung und Aufstellung zum JgBtl 4 am 1. Oktober 1991  |
|  | PzAufklBtl 5      | 01.07.1956  | Neu Tramm/Dannenberg ab 13. Dez. 1956 Fritzlar ab 14. Dez. 1962 Sontra | 30. Juni 2008      | -                 | Aufstellung aus Teilen des BGS-Kommandos Nord, I. GSG 6 Nach Teileingliederung in das neu aufgestellte Gebirgsaufklärungsbataillon 230. |
|  | PzAufklBtl 6      | 01.10.1958  | Lingen ab Apr. 1961 Eutin                                              |                    | -                 | Aufstellung durch Erweiterung PzAufklKp 6 2008 Umbenennung in AufklBtl 6 „Holstein“                                                     |
|  | PzAufklBtl 7      | 01.04.1958  | Augustdorf zukünftig: Ahlen                                            | 31. Dezember 2002  | -                 | Umgliederung/Umbenennung LehrBtl PzAufkl Bremen-Grohn wird gemäß Stationierungskonzept 2011 als AufklBtl 7 neu aufgestellt              |
|  | GebPzAufklBtl 8   | 01.04.1970  | Freyung                                                                |                    | -                 | Aufstellung aus Teilen PzGrenBtl 243 2008 Umbenennung in AufklBtl 8                                                                     |
|  | PzAufklBtl 10     | 01.04.1959  | Ingolstadt                                                             | 30. September 1992 | -                 | Aufstellung aus Teilen LLPzAufklKp 9 und GebPzAufklKp 8                                                                                 |
|  | PzAufklLehrBtl 11 | 01.04.1957  | Dedelstorf ab Jun. 1957 Munster                                        | April 1997         | PzAufklBtl 1      | Umbenennung Mai 1958 in LehrBtl 16. März 1959 Zuordnung zu 11. PzGrenDiv und Umbenennung in PzAufklLehrBtl 11                           |
|  | PzAufklBtl 12     | 01.10.1970  | Wildflecken ab 1981 Ebern                                              | 30. September 2004 | -                 | Aufstellung aus Teilen PzGrenBtl 353 und 2./PzAufklBtl 12                                                                               |
|  | PzAufklBtl 13     | 01.04.1991  | Gotha                                                                  |                    | PzAufklBtl 70     | Aufstellung aus Teilen AufklBtlne 4, 7 und 11 (alle NVA) 1. April 1994 Umbenennung in PzAufklBtl 13 2008 Umbenennung in AufklBtl 13     |
|  | PzAufklBtl 14     | 21.06.1991  | Beelitz                                                                | 31. März 1997      | PzAufklBtl 80     | Aufstellung aus Teilen AufklBtl 1 (NVA) 1. April 1994 Umbenennung in PzAufklBtl 14                                                      |

## Selbstständige Kompanien
Neben den oben vollständig aufgezählten Bataillonen gab es verschiedene selbstständige Panzeraufklärungskompanien, die hier nicht aufgezählt sind. Unterstanden diese einer Brigade wurden sie meist nach folgendem Schema bezeichnet: Die Panzeraufklärungskompanie XX0 war die Aufklärungskompanie der Brigade XX (Beispiele: Panzeraufklärungskompanie 210 → Panzerbrigade 21. Panzeraufklärungslehrkompanie 90 → Panzerlehrbrigade 9). Entsprechend zur Benennung der Brigaden wurden manche dieser Kompanien als Luftlandeaufklärungs-, Panzeraufklärungslehr- oder Gebirgsaufklärungskompanien bezeichnet, gehörten aber zur Panzeraufklärungstruppe. Einheiten der Panzeraufklärungseinheiten die direkt den Korps unterstanden erhielten meist die Nummer 100, 200 und 300 für eine Unterstellung jeweils unter das I., II. und III. Korps.
Entsprechend wurden den temporär zur Panzeraufklärungstruppe zählenden Fernspähern die Bezeichnungen Fernspähkompanie 100, Fernspählehrkompanie 200 und Fernspähkompanie 300 gemäß ihrer Unterstellung unter eines der drei Korps zugewiesen, siehe dazu auch Liste der Fernspäheinheiten der Bundeswehr.

## Abkürzungen
Folgende Abkürzungen werden benutzt:
| - AufklBtl → Aufklärungsbataillon - GSG → Grenzschutzgruppe - GebPzAufklBtl → Gebirgspanzeraufklärungsbataillon - GebAufklKp → Gebirgsaufklärungskompanie | - LLAufklKp → Luftlandeaufklärungskompanie - NVA → Nationale Volksarmee - PzGrenDiv → Panzergrenadierdivision - PzGrenBtl → Panzergrenadierbataillon |